# Cangallo (distrito)
Cangallo é um distrito do peru, departamento de Ayacucho, localizada na província de Cangallo.

## Transporte
O distrito de Cangallo é servido pela seguinte rodovia:
- PE-32A, que liga o distrito de Chiara à cidade de Puquio[1][2][3]